# Diego Boggioni
Diego Luis Boggioni Troncoso (Calama, Antofagasta, 24 de enero de 1991) es un actor chileno.

## Trayectoria
Oriundo de la ciudad de Calama, fue cadete en el equipo de Cobreloa y Colo Colo. Su vida en sus primeros años siempre estuvo ligada al fútbol. Estudió de primero básico a cuarto medio en el colegio San Ignacio de Calama, donde estuvo involucrado en actividades artísticas, participando en concursos de poesía, obras de teatro, en los famosos aniversarios y como animador. Tras viajar a Santiago y arrendar una pieza en la comuna de San Miguel, Santiago, estudió en la Escuela de Teatro en la Universidad de Chile y egresó en el año 2012.
Empezó a una corta edad a hacer varias obras de teatro (como director en Vorágine), y series. En 2012 encarnó a Claudio Narea (guitarrista de Los Prisioneros) en la película Miguel San Miguel, que se grabó cuando tenía 19 años, estando en segundo año de Universidad. En 2014 participó en el capítulo "El Juego Verdadero" de La canción de tu vida, y volvió a interpretar a Claudio Narea en la serie Sudamerican Rockers, que, al igual que Miguel San Miguel, está basada en la historia de Los Prisioneros.
Tiene una compañía de teatro, El Viejo Chico, con la que hizo giras por el norte del país y por Italia.

## Filmografía

### Cine
Como actor
- Miguel San Miguel - Claudio Narea
- Reinos - Alejandro

Como director
- Vorágine mide 1,68

### Series y unitarios
| Serie de televisión | Serie de televisión                    | Serie de televisión | Serie de televisión |
| Año                 | Serie de televisión                    | Rol                 | Canal               |
| ------------------- | -------------------------------------- | ------------------- | ------------------- |
| 2014                | La canción de tu vida                  | Roberto Muñoz       | TVN                 |
| 2014                | Sudamerican Rockers                    | Claudio Narea       | CHV                 |
| 2016                | Once comida                            | Mateo Iglesias      | TVN                 |
| 2017                | 62: Historia de un mundial             | Leonel Sánchez      | TVN                 |
| 2018                | Perdona nuestros pecados               | Ricardo Toro        | Mega                |
| 2018                | La Cacería: Las Niñas de Alto Hospicio | Mario (joven)       | Mega                |

### Telenovelas
| Serie de televisión | Serie de televisión     | Serie de televisión | Serie de televisión |
| Año                 | Serie de televisión     | Rol                 | Canal               |
| ------------------- | ----------------------- | ------------------- | ------------------- |
| 2019                | Juegos de poder         | Tomás Salgado       | Mega                |
| 2023                | Dime con quién andas    | Gerardo Ortiz       | Chilevisión         |
| 2024                | Nuevo amores de mercado | Esaú Galdames       | Mega                |